# Navestad

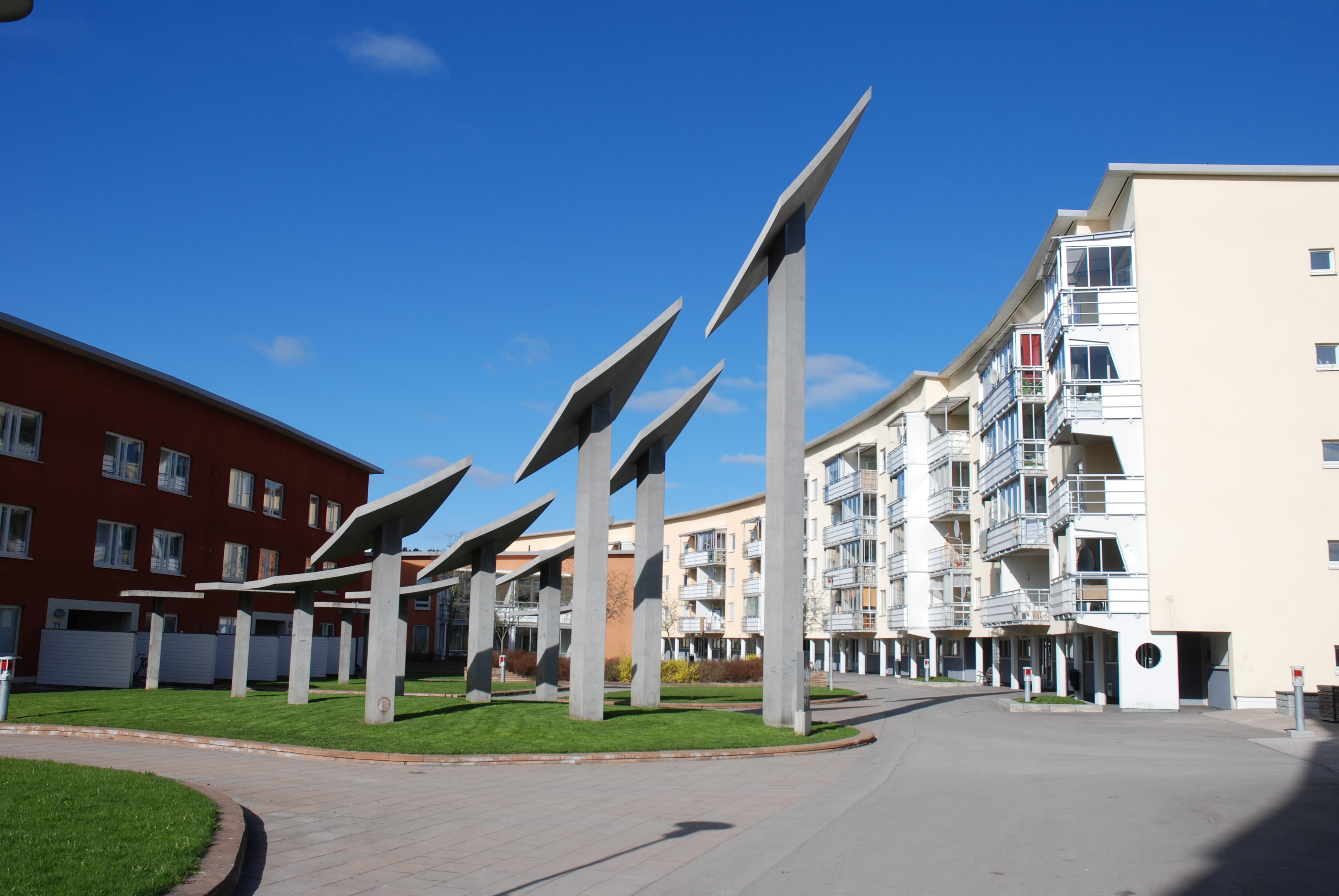
Einar Höste: Genomgående skålform, Guldringen, Navestad.

Navestad är en stadsdel i Norrköping. Den består av fyra delar: Kvarnberget längst i söder, de två höghusringarna Silverringen och Guldringen och radhusområdet Atrium. Navestad byggdes enligt arkitekten Eric Ahlins planer 1969-1972 under det s.k. Miljonprogrammet. Guldringen och Silverringen byggdes om och renoverades på ett omfattande sätt runt år 2000 och som en del av förändringen började man oftare kalla området för Ringdansen i ett försök att förändra områdets rykte, t ex bytte centrumet namn från Navestads centrum till Ringdansens centrum. Kvarteret har dock alltid hetat Ringdansen, medan hela området fortfarande heter Navestad. Spårväg drogs ut till Kvarnberget med invigning i oktober 2011.
Navestad fick på 1970-talet pris för sin arkitektur och på 2000-talet fick även renoveringen och upprustningen pris, trots att karaktären radikalt förändrades. I området finns skolorna Silverdansen, Diamanten samt Navestadsskolan.